# Spiller
Cristiano Spiller, más conocido como Spiller, es un productor musical italiano famoso por su exitoso sencillo "Groovejet (If This Ain't Love)", una colaboración con la cantante inglesa Sophie Ellis-Bextor, con la que consiguió ser número 1 en el Reino Unido y todo el mundo en el año 2000.

## Biografía
Cristiano Spiller nació en Italia. Durante la adolescencia se fue involucrando en el mundo de la música house y dance italiana hasta que en 1997 saca al mercado italiano su primer sencillo "Laguna", llegando al número 52, una decepcionante entrada. En su segunda semana alcanzó el número 97 de las listas de ventas de Italia.
De nuevo, en el 1997 volvió con "Do It Easy", llegando al Número 62 en Italia y descendiendo en su segunda semana hasta el puesto Número 113.
En el 1998 fue contratado por la discográfica inglesa Positiva Records UK, filial de EMI Music UK, y sacó al mercado el sencillo "Batucada", que llegó al número 36 en Italia y al Número 57 en las listas de ventas del Reino Unido.
En el 1999 saca al mercado "Mighty Miami EP", maxisencillo que llega al número 10 en Italia, al número 18 en el Reino Unido y al número 21 en las listas de ventas de Australia. Vendió más de 300,000 copias de su EP en estos tres países.
Pero en 2000 llegó el comienzo de su éxito, debido a que publicó "Groovejet (If This Ain't Love)", junto con la cantante exitosa inglesa Sophie Ellis-Bextor, llegando al número 1 en las listas de ventas del Reino Unido y de todo el mundo. Vendieron más de 2,000,000 de singles en todo el mundo. "Groovejet " era posiblemente la melodía de club más grande del año, ganando varios premios en muchos países. También fue la canción más tocada en radio de la década (2000-2010) en el Reino Unido. Apple declaró en una entrevista que usaron "Groovejet" para probar su primer prototipo de iPod.
En 2002 publicó "Cry Baby" en el Reino Unido, y llegó al número 40 en su primera semana, pero bajó al 89 en su segunda semana.
En 2004 publicó "Sola", sencillo que obtuvo malos resultados en las listas de ventas del Reino Unido y de Italia. En el Reino Unido obtuvo el número 83 y en Italia 71. Debido al fracaso de sus dos últimos singles, la discográfica Positiva Records UK le despidió. Vendió menos de 600 singles en UK e Italia.
En 2006 publicó "Jumbo", último sencillo publicado hasta la fecha, lo grabó en una discográfica italiana llamada Nano Records Italy. El sencillo obtuvo pésimos resultados en las listas de ventas en el Reino Unido y en Italia, llegando al número 170 en UK y al 85 en Italia. Vendió menos de 100 singles en estos dos países.
En 2009 Spiller mezcló "Teen Drive In", una canción de un nuevo movimiento italiano llamado Useless Wooden Toys, y lo hizo en éxito nacional con la figura rítmica "siete pro, siete pro, siete pronti por espectáculo de lo!".
Spiller esta de vuelta con "Pigeonman's Revenge", una pista épica instrumental que nota un regreso  a sus raíces disco-house. Se prevé su lanzamiento en mayo destacando un impresionante videoclip por el fotógrafo y director James Mollison.

## Discografía
Países donde Spiller ha tenido éxito:
- Reino Unido (UK), Irlanda (IRL), Australia (AUS), Alemania (ALE), Austria (AUT), Francia (FRA), Holanda (HOL), Suiza (SUI), Italia (ITA), Israel (ISR), China (CHN), Japón (JPN), Brasil (BRA), Chile (CHI), Argentina (ARG), Portugal (POR), Suecia (SUE) y Noruega (NOR).

| Año  | Single                           | Chart | Chart | Chart | Chart | Chart | Chart | Chart | Chart | Chart | Chart | Chart | Chart | Chart | Chart | Chart | Chart | Chart | Chart |
| Año  | Single                           | UK    | IRL   | AUS   | ALE   | AUT   | FRA   | HOL   | SUI   | ITA   | ISR   | CHN   | JPN   | BRA   | CHI   | ARG   | POR   | SUE   | NOR   |
| ---- | -------------------------------- | ----- | ----- | ----- | ----- | ----- | ----- | ----- | ----- | ----- | ----- | ----- | ----- | ----- | ----- | ----- | ----- | ----- | ----- |
| 1997 | "Laguna Vol. 1 EP"               | —     | —     | —     | —     | —     | —     | —     | —     | 52    | —     | —     | —     | —     | —     | —     | —     | —     | —     |
| 1997 | "Do It Easy"                     | —     | —     | —     | —     | —     | —     | —     | —     | 62    | —     | —     | —     | —     | —     | —     | —     | —     | —     |
| 1998 | "Batucada"                       | 57    | —     | —     | —     | —     | —     | —     | —     | 36    | —     | —     | —     | —     | —     | —     | —     | —     | —     |
| 1999 | "Mighty Miami EP"                | 18    | —     | 21    | —     | —     | —     | —     | —     | 10    | —     | —     | —     | —     | —     | —     | —     | —     | —     |
| 2000 | "Groovejet (If This Ain't Love)" | 1     | 1     | 1     | 1     | 1     | 1     | 1     | 1     | 1     | 1     | 1     | 1     | 1     | 1     | 1     | 1     | 1     | 1     |
| 2002 | "Cry Baby"                       | 40    | —     | —     | —     | —     | —     | —     | —     | —     | —     | —     | —     | —     | —     | —     | —     | —     | —     |
| 2004 | "Sola"                           | 83    | —     | —     | —     | —     | —     | —     | —     | 71    | —     | —     | —     | —     | —     | —     | —     | —     | —     |
| 2006 | "Jumbo"                          | 170   | —     | —     | —     | —     | —     | —     | —     | 85    | —     | —     | —     | —     | —     | —     | —     | —     | —     |